# Corynostylis carthagenensis
Corynostylis carthagenensis là một loài thực vật có hoa trong họ Hoa tím. Loài này được H.Karst. mô tả khoa học đầu tiên năm 1863.